# Tanel Sokk
Tanel Sokk, né le 20 janvier 1985, à Tallinn, en République socialiste soviétique d'Estonie, est un joueur estonien de basket-ball. Il évolue au poste de meneur. Il est le fils de Tiit Sokk et le frère de Sten-Timmu Sokk.

## Palmarès
- Champion d'Estonie 2009, 2011, 2012, 2013, 2014, 2015
- Coupe d'Estonie 2007, 2008, 2009, 2015